# Pierre-Émile Berthélemy
Pour les articles homonymes, voir Berthélemy.
Pierre-Émile Berthélemy, né à Rouen le 3 avril 1818 et mort à Bernières-sur-Mer le 16 juillet 1894 est un peintre et graveur de marines français.

## Biographie
Né à Rouen le 3 avril 1818 dans une famille de commerçants, Pierre-Émile Berthélemy suit des cours d'art à l'école municipale de Rouen. Montrant des qualités exceptionnelles, il obtient une pension de sa ville natale pour étudier à l'École des beaux-arts de Paris où il devient élève de Léon Cogniet. Il participe à divers salons, dont le Salon de 1857, gagnant en 1860 une médaille de vermeil au Salon de Rouen. 
Frappé par une attaque de paralysie, il meurt chez lui, à Bernières-sur-Mer, le 16 juillet 1894.
Ses œuvres sont conservées dans des musées français, notamment au musée des beaux-arts de Rouen et au musée maritime de l'île Tatihou de Saint-Vaast-la-Hougue. 

## Postérité
L'Association Bernières optique nouvelle, sise à Bernières-sur-Mer comme l'Association « Les Berthelemy, peintres de la côte », à La Grange Ferronnière à Saint-Aubin-sur-mer, chez Mme Lehodey  perpétuent, sa mémoire. 
Le musée maritime de l'île Tatihou de Saint-Vaast-la-Hougue lui a consacré une exposition  du 10 février au 30 septembre 2007.

## Œuvres dans les collections publiques
- Le Puy-en-Velay, musée Crozatier : Le Vauban vaisseau transport désemparé de son grand mât pendant une violente tourmente.
- Lille, hôtel d'Hailly d'Aigremont  : Le Naufrage du Borysthène le 15 décembre 1865, dépôt du palais des beaux-arts de Lille.
- Morlaix, musée des Jacobins : Naufrage sur la côte bretonne, 1851.
- Rouen, musée des beaux-arts :
  - Après la tempête, 1861 ;
  - Barque de pêche relevant son chalut, 1882 ;
  - Une bourrasque dans le port du Conquet (Bretagne) ;
  - La Rentrée au port de Courseulles, 1860.
- Saint-Vaast-la-Hougue, musée maritime de l'île Tatihou :
  - Barque de pêche échouée ;
  - Bateaux pêcheurs de Fécamp ;
  - Départ pour la pêche ;
  - Scène de pêche.
- Tours, musée des beaux-arts : Deux scieurs de pierre, 1856.

Œuvres de Pierre-Émile Berthélemy
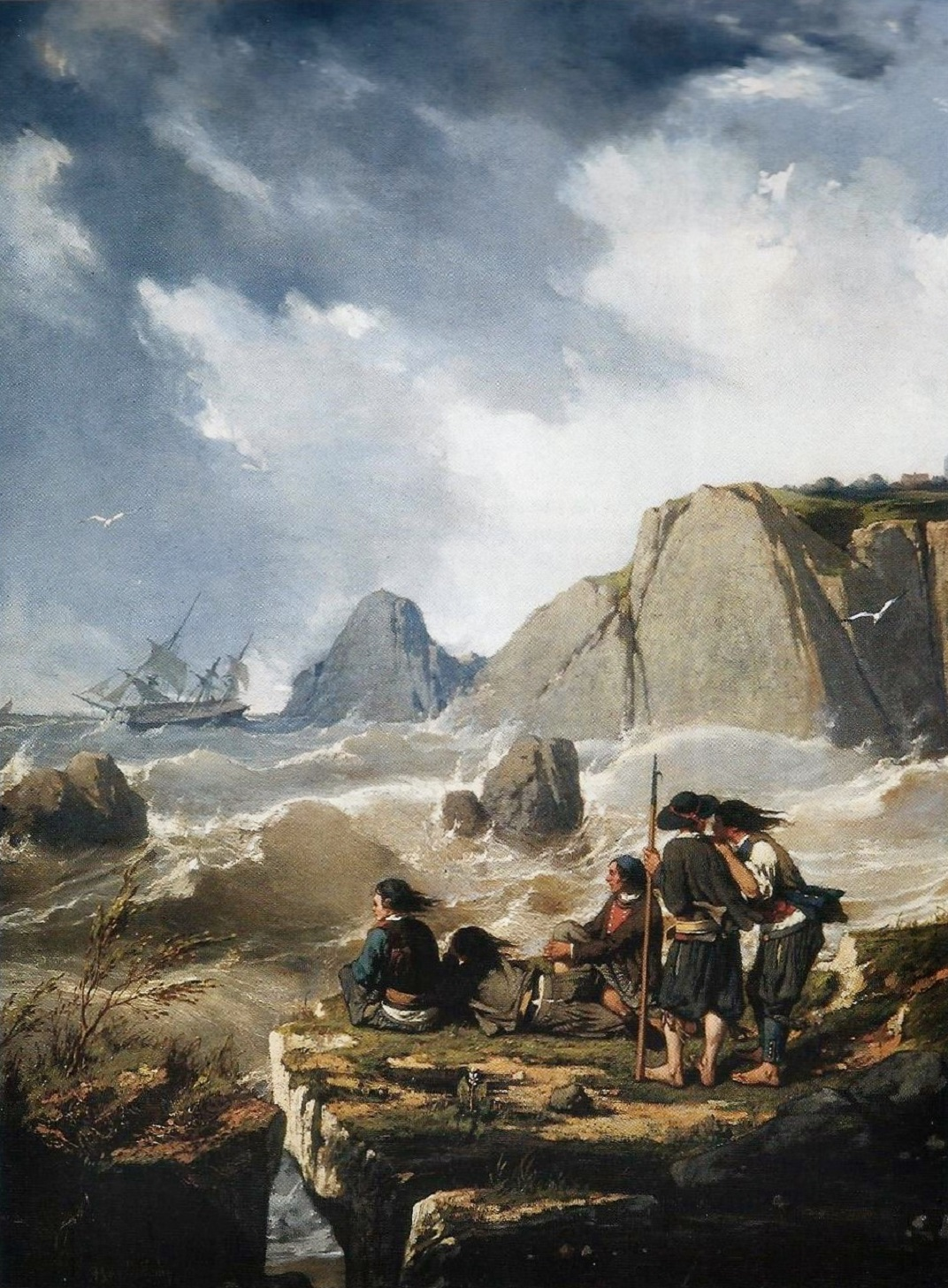
Naufrage sur la côte bretonne (1851), musée des beaux-arts de Morlaix.
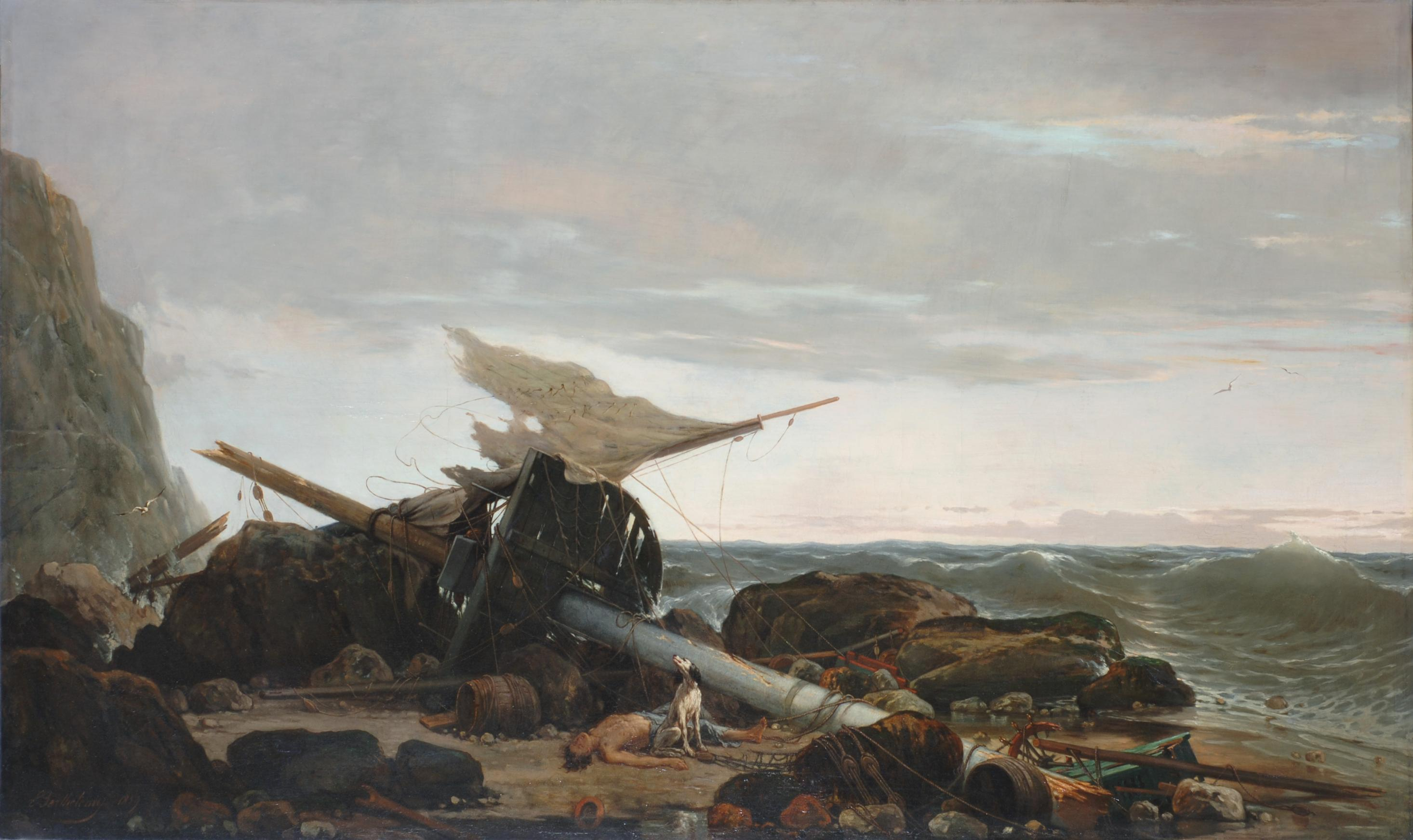
Après la tempête (1859), musée des beaux-arts de Rouen.